# 小鳥トンネル
小鳥トンネル（おどりトンネル）は、岐阜県高山市にある中部縦貫自動車道（高山清見道路）のトンネルである。
全長4,346mで、国道158号小鳥峠のほぼ真下を貫いている。2004年11月、同道路の飛騨清見ジャンクション (JCT) - 高山西インターチェンジ (IC) 間の開通と同時に暫定2車線で供用を開始した。
トンネルのシークエンスデザインが、2006年度グッドデザイン賞受賞。

## 概要
高山市の中心部から高速道路へのアクセスは、トンネルの供用開始までは国道158号の小鳥峠（標高1,002m）を経由して東海北陸自動車道の飛騨清見ICへ達するルートが一般的であったが、道路状況が良好ではなく、特に冬季には路面凍結によるスリップが原因となった重大事故が絶えなかった。このトンネルを含む高山清見道路の供用により、冬季間の交通の安定度向上など利便性が高まった。なお、高山清見道路は通行料金が不要の道路として供用されている。
トンネルという閉鎖的な空間ゆえの問題である眠気や圧迫感などを軽減するため、トンネル内壁面には注意力を高めるため、カラータイルを線状に配置することにより継続的に注意を喚起することを目的とした「シークエンスデザイン」を採用しており、この試みがグッドデザイン賞を受賞（2006年10月2日）している。また、4,000mを超える比較的長いトンネルであることから、換気設備には効率をより高めたほか火災発生時に適切な制御を行うことを考慮したジェットファン34台および煤煙量の透過率測定器（VI計）・一酸化炭素濃度測定器（CO計）・風向風速測定器（AV計）がそれぞれ2台設置されているほか、トンネル坑口付近には走行車種・速度を測定する計器も設置され
、測定機器については換気設備の制御に供されている。
降雪地帯のため、両端のトンネル出入口には融雪および凍結防止を目的としたヒーターが路面に埋設されている。また、坑口の両端にはチェーンベース（チェーン着脱のための場所）が設けられており、トンネルの供用開始時点では冬季のみ供用されていたが、のちに休憩場所として通年供用されている。

## 隣
E67 中部縦貫自動車道（高山清見道路）
高山西IC - チェーン着脱所 - 小鳥トンネル - チェーン着脱所 - (13)飛騨清見IC